# Kochen ist Chefsache
Kochen ist Chefsache (Originaltitel: Comme un chef) ist eine französische Filmkomödie des Regisseurs Daniel Cohen aus dem Jahr 2012. Der Film kam am 7. Juni 2012 in die deutschen Kinos.

## Handlung
Dem berühmten Koch Alexandre Lagarde in Paris droht der Verlust einer seiner drei Sterne und seines Edelrestaurants, weil er einerseits die bei den Kritikern beliebte Molekularküche verweigert und andererseits der Finanzier das Restaurant rundum modernisieren will.  
Zufällig trifft er Jacky Bonnot, einen eigenwilligen und verkannten Kochkünstler, der als Maler jobben muss. Jacky verfeinert die Gerichte Alexandres mit dessen eigenen Mitteln, da er seine Kocharten über die Jahre hinweg immer weiter erforscht hat, was bei den Kritikern gut ankommt. Alexandres neuer Manager will ihn durch einen jüngeren Koch ersetzen, sofern er einen Stern verliert und droht an, Kritiker in sein Restaurant einzuschleusen.  
Gemeinsam mit Jacky erstellt Alexandre die neue Speisekarte, auf der dank einer waghalsigen Aktion nun auch Molekulargerichte stehen. Diese kommt bei den Kritikern gut an, weshalb Alexandre keinen Stern verliert. Alexandre gibt die Führung seines Restaurants an Jacky ab, um selbst ein kleines Lokal auf dem Land zu führen. Gemeinsam führen sie jedoch ihre Fernsehsendung fort. 

## Kritiken
„Der stoische Reno und der plappernde Youn bilden ein hübsch gegensätzliches Paar und manche der Dialoge haben eine reizvolle Würze. Über weite Strecken bleibt das Gebotene jedoch Hausmannskost. Das Drehbuch überzeichnet, ohne originell zu sein. Die Nebenfiguren bleiben zweidimensional, die Wendungen im Plot sind so überraschend wie das Tagesmenü einer Autobahnraststätte.“

„Nicht nur Jean Reno, auch die französische Komödie ist ruhiger geworden. Es wird versöhnt statt gespalten, Anarchie war gestern. Statt kleinbürgerlicher Wut herrscht internationales Flair im Wettbewerb der Stile und Marotten. Für einen frankophilen Auslandsmarkt, der sich an schnuckeligen Brasserien nicht satt sehen kann, scheint der durchaus wohlschmeckende Film auch gemacht.“

„Luftig-leichte Sommerkomödie um die ‚Trendsportart‘ Kochen, die zwar mitunter schon allzu schwungvoll und auch klamaukig daher kommt, insgesamt aber solide und charmant unterhält.“